# Nicolai Poulsen
Nicolai Poulsen (født 15. august 1993) er en dansk fodboldspiller, der spiller i den danske superligaklub AGF.

## Klubkarriere
Poulsen debuterede i Superligaen den 28. marts 2013 for Randers FC i en 0-0 kamp mod OB, da han efter 72 minutter erstattede hollandske Lorenzo Davids.
Den 16. august 2017 blev det offentliggjort, at Poulsen havde skrevet under på en halvårig lejeaftale med Sarpsborg 08 i Eliteserien. Efter afslutningen på lejemålet vendte han tilbage til Randers.
Den 3. juni 2019 offentliggjorde AGF, at de havde hentet Poulsen hos lokalrivalerne fra Randers FC på en 5-årig kontrakt, en kontrakt der i 2023 blev forlænget, så den løber til 2024.

## Landsholdskarriere
Han fik i efteråret 2014 debut for det danske Danmarks U/21-fodboldlandshold i en venskabskamp mod Tjekkiet U/21.
Nicolai Poulsen blev den 30. juli 2016 udtaget til det danske OL-landshold, der skulle deltage i de Olympiske Lege i Rio de Janeiro i sommeren 2016. Men i en superligakamp mod AGF dagen efter pådrog Poulsen sig et brud på kindbenet i en hovedstødsduel med sin tidligere holdkammerat, AGF's Mustafa Amini og måtte derfor melde afbud til Legene.